# متنزه بحيرة سيلفر الحكومي (نيويورك)
متنزه بحيرة سيلفر الحكومي هو متنزه حكومي تقع بالقرب من الطرف الجنوبي لبحيرة سيلفر في بلدة كاستيل في مقاطعة وايومينغ بولاية نيويورك.
يوفر المنتزه السباحة على شاطئ رملي وطاولات نزهة ورياضة المشي لمسافات طويلة وصيد الأسماك والغزلان الموسمي وصيد الطرائد الصغيرة، والتزلج الريفي على الثلج، و مقطورات للقوارب.

## روابط خارجية
- متنزهات ولاية نيويورك: متنزه سيلفر ليك الحكومي